# Нова Гельвеція
38°34′48″ пн. ш. 121°28′48″ зх. д. / 38.58000° пн. ш. 121.48000° зх. д.
Нова Гельвеція (англ. New Helvetia, ісп. Nueva Helvetia) — назва території на західному узбережжі Північної Америки у штаті Каліфорнія. На цих теренах були засновані Джоном Саттером торгово-сільськогосподарська колонія та форт. Розташовувалася у декількох кілометрах на схід від того місця, де згодом його син, Джон Саттер Молодший, заснував місто Сакраменто.

## Історія

### Джон Саттер

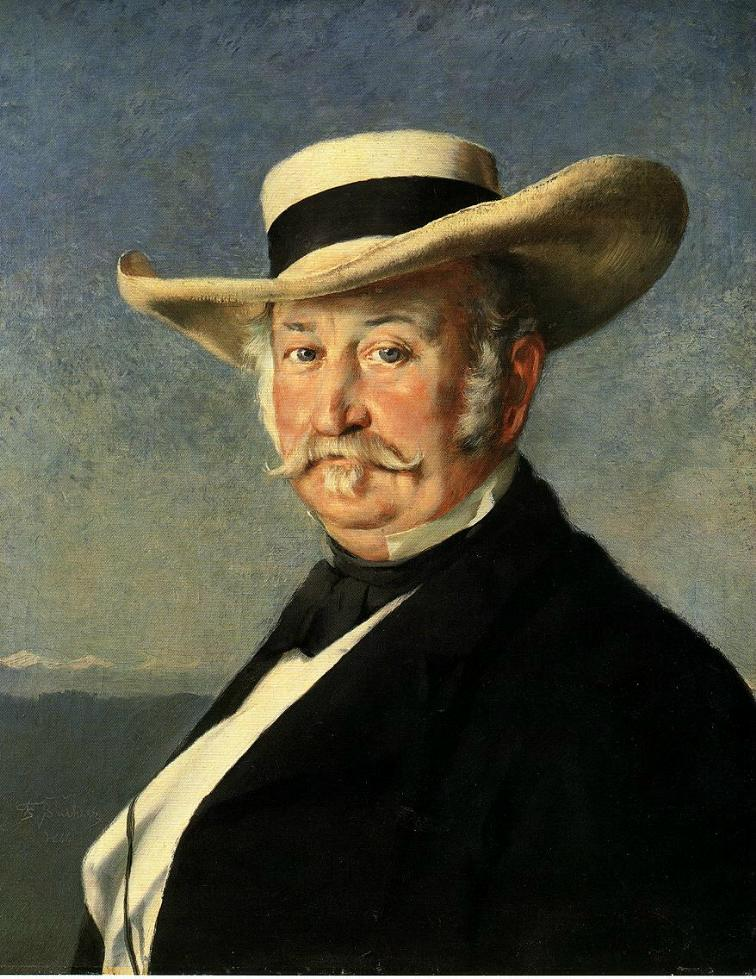
Джон Огаст Саттер. 1866

14 липня 1834, Йоганн Август Зуттер ступив на американську землю і перетворився на Джона Огаста Саттера. У 1836 році з 35 німецькими емігрантами він влаштувався в штаті Нью-Мехіко. Не проживши у пустелі на південному кордоні країни і року, переїхав на північ та на деякий час оселився в місті Вестпорт Орегон. У квітні 1838 року Саттер знову зривається з обжитого місця, приєднується до групи місіонерів і у жовтні 1838 року разом з ними прибуває в Форт Ванкувер. 11 листопада він залишає Форт Ванкувер, і вже через місяць Саттер — на Гавайських островах. Саттер деякий час займається тут сільським господарством, але потім вирішує, що Каліфорнія краще.

### Заснування
У Каліфорнії Джон Саттер добирався через Аляску. Справа в тому, що в порту Гонолулу в той час стояло на якорі тільки одне підходяще судно, бриг «Клементина». Цей бриг зафрахтували для перевезення вантажів у російську колонію на Алясці, Сітку. Саттер наймається супроводжувати «російський вантаж». За цей капітан згоден на зворотному шляху висадити його з попутниками на каліфорнійському березі у містечку Єрба Буена, як тоді називалося Сан-Франциско. Саттер висадився тут 1 липня 1839 року.
Каліфорнія тоді ще належала Мексиці. У своїх мандрах по американському континенту Саттер вивчив не тільки англійську мову, він знав ще іспанська та французька. Це допомогло йому обжитися у Мексиці. 29 серпня 1839 року Саттер отримує мексиканське громадянство. Тепер, як громадянин країни він міг купувати землю в Каліфорнії. Він піднявся рікою Американ-рівер так далеко як зміг та заснував маленьку колонію. Спочатку колонія називалась просто тартак Саттера. В пам'ять про свою батьківщину Саттер назвав поселення «Нова Гельвеція». Гельвеція — так латиною називалася Швейцарія.
Поселенці спочатку було близько трьохсот осіб. Через два роки на фермі вже працювало більше тисячі індіанців і триста європейців. Національний склад працівників колонії був різноманітний: індіанці, креоли, білі американці, навіть канаки, мешканці Гавайських островів, яких завіз сюди Саттер. Становище їх було не рабське, добробут цілком добрий, а чисельність зростала. У маєтку було кілька тисяч корів і кілька сотень коней. Колонія почала приносити прибутки, коли Саттер вирішив побудувати тартак та млин, для забезпечення переселенців.

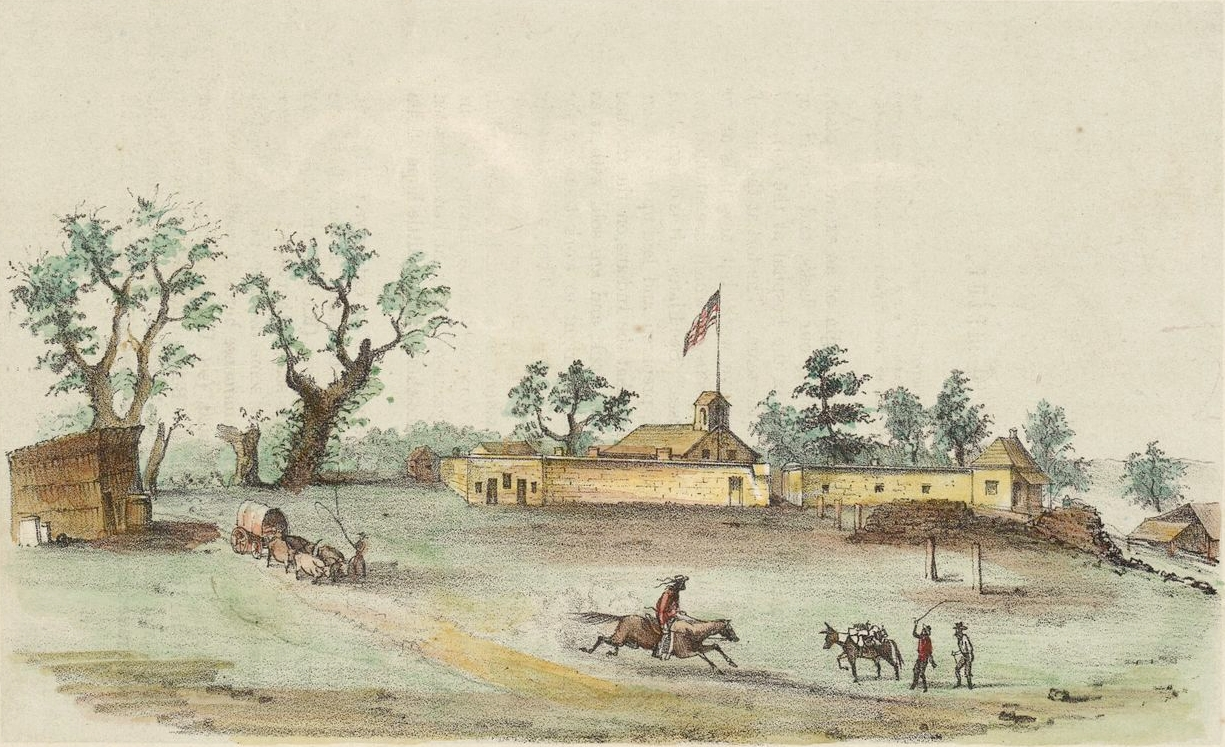
Форт Саттера у 1849

Для захисту колонії у 1849 році був збудований форт Саттера з міцними стінами та гарматами. «Нова Гельвеція» по суті була великим товарним сільськогосподарським маєтком. Джон Саттер (вірніше, тепер Хуан Зутер) не тільки очолював це господарство. У його руках був ще й могутній адміністративний ресурс. Мексиканська влада була в цих краях не дуже сильна. Губернатор призначає Саттера алкальдом, охоронцем північних кордонів штату, надавши звання капітана. Не дивно, що «Нова Гельвеція» процвітала. Користуючись прихильністю губернатора Саттер отримував дозволи на заснування нових ферм, його володіння розросталися. У грудні 1841 року Джон Саттер купив місце, де розміщувалося російське поселення в Каліфорнії, Форт Росс за 30 000 $ з виплатою на чотири роки, починаючи з 1842 року. Більшу частину платежу Саттер повинен був внести пшеницею.. Остаточна угода про купівлю, між Саттером та консул Росії у Сан-Франциско Петро Костромітіновим, була підписана 13 грудня 1841 року.
Саттер закладає фруктові сади, оливкові та фінікові гаї. Вироблені продукти експортуються морем до портів Північної та Південної Америки. Люди називають Саттера генералом.У 1848 році Мексика і США підписують «угоду Гвадалупе Ідальго» про передачу Каліфорнії, Техасу, Нової Мексики і Аризони Сполученим штатам. Перед Саттером відкриваються нові перспективи. Саттер сподівався, що через деякий час на місці Нової Гельвеції буде закладене місто, і назвуть це місто — Саттервіль. Але все склалося по-іншому.

## Золота лихоманка
На початку 1847 Саттер прийняв на роботу американця Джеймса Маршалла (1810 — 1885), якому було призначено одним своїм відкриттям знищити мрію свого роботодавця.
Тесляр Джеймс В. Маршалл підрядився побудувати тартак для Саттера, який повинен був приводиться в дію водяним колесом. Потрібне місце Маршалла відшукав у долині Колома, кілометрів за 65 на північ від маєтку Саттера.

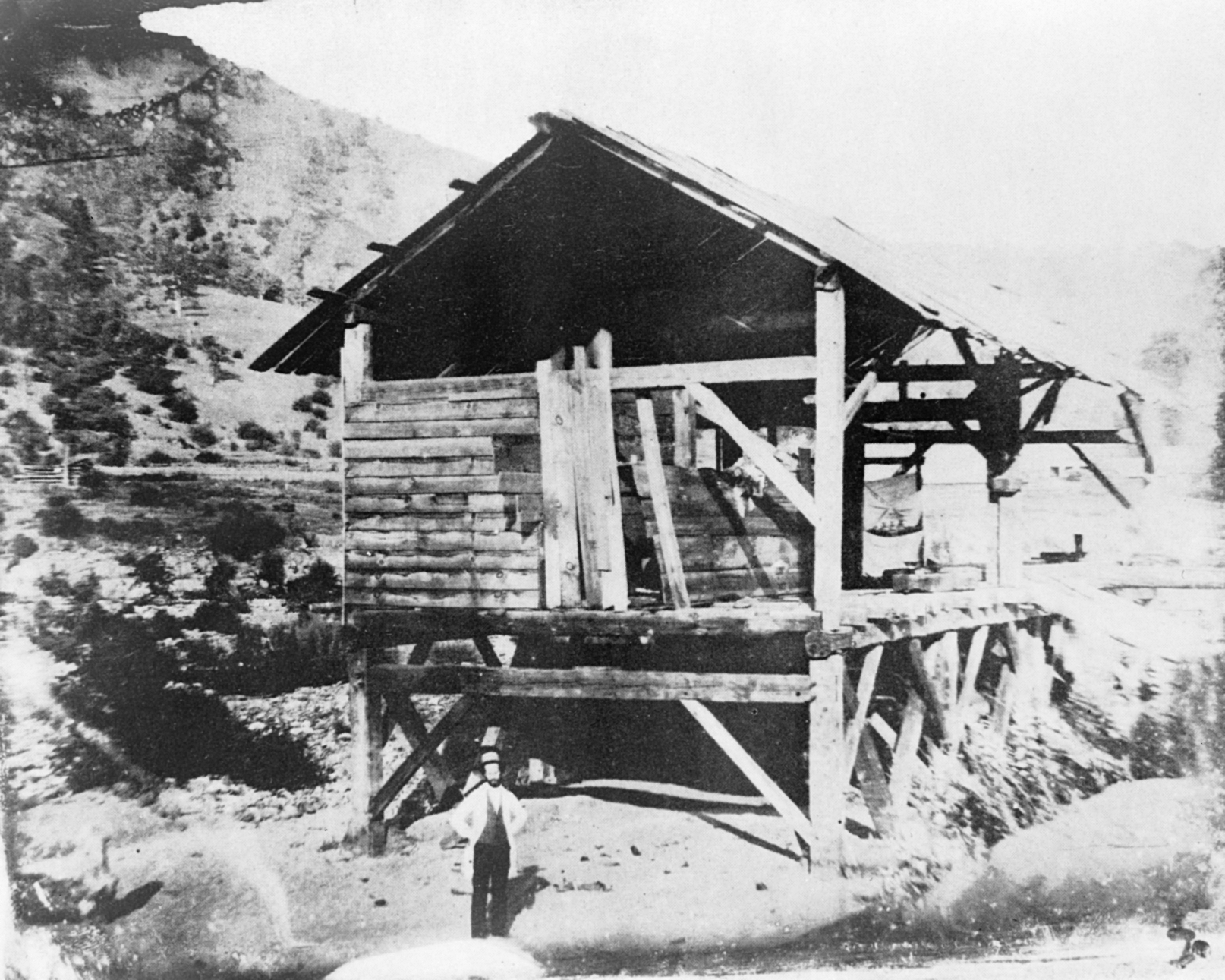
Тартак Саттера. 1850

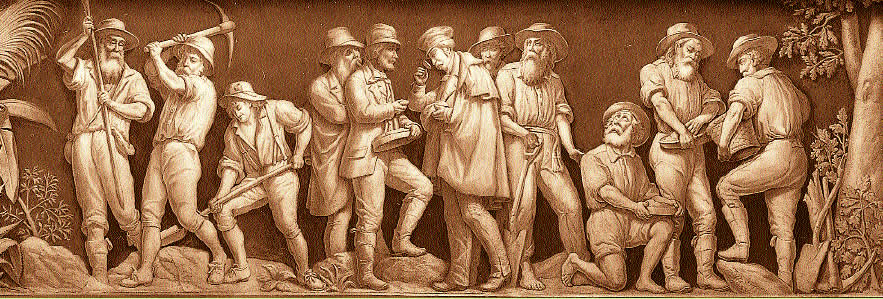
Фриз з ротонди Капітолію США. Відкриття золота у Каліфорнії. У центрі троє добре вдягнених чоловіків, можливо, Саттер із двома друзями

У серпні 1847 року розпочалось будівництво тартака. Коли тартак Саттера вже працював, Маршалла зауважив, що канал, по якому відводиться вода від водяного колеса, замалий. Для того, щоб цей канал поглибити, Маршалла ночами, коли тартак не працював, направляв сюди воду зі струмка в обхід водяного колеса. За ніч бурхливий потік, рухаючись по каналу, розширював його і поглиблював. Маршал вранці приходив до струмка, щоб подивитись на результат. Вранці 24 січня 1848 Маршалл побачив на дні каналу блискучі шматочки. Це було золото. Саттер мав намір зберегти відкриття у таємниці, але через неуважність, про неї довідався один зі службовців. Цього було досить, щоб новина швидко поширилась серед людей. «Нова Гельвеція» була приречена. З іншого боку, затримавши звістку про відкриття, Джон Саттер спробував скупити якомога більше навколишніх земель, щоб потім, коли ці ділянки стануть «золотоносними», з вигодою їх розпродати.
Кількість населення у Сан-Франциско, після того як знайшли золото, різко зменшилася. За три місяці 4000 чоловік подалися у золотошукачі. У місті не залишилося жодного посуду, придатного для промивання золотоносної породи. Працівники з Нової Гельвеції масово втікали у пошуках золота. Усе велике господарство Саттера приходить в занепад, він живе у своєму маєтку лише з кількома найвідданішими працівниками. На землях, котрі були надані Саттеру мексиканською владою, масово селяться нові поселенці. Саттер намагається захисти свої права через суди у Каліфорнії та Вашингтоні. У 1855 році Каліфорнійський суд виносить рішення, де підтверджує що права Саттера, надані йому мексиканським урядом, дійсні і у США, а всі новозбудовані поселення мають належати йому. Звістка про рішення суду швидко поширилася серед поселенців. Обуренні та розлючені юрби почали нищити володіння Саттера, підпалили садибу, знищили майно, вирубали фруктові дерева. Після цього вже годі було відновити господарку.
Тим часом і суд у Вашингтоні скасував рішення Каліфорнійського суду і найбагатша на той час людина Америки, опинилася у стані банкрута. Пізніше уряд США призначив Саттону пенсію, але він надалі, до самої смерті, безуспішно клопотав про реституцію. 16 червня 1880 року, Конгрес США відклав законопроєкт, який дав би Саттеру 50 000 $ відшкодування за допомогу в колонізації Каліфорнії. Два дні потому, 18 червня 1880 року Джон Саттер помер у Вашингтоні, округ Колумбія.